# El Calentito
Pour plus de détails, voir Fiche technique et Distribution.
El Calentito est un film espagnol réalisé par Chus Gutiérrez, sorti en 2005.

## Synopsis
Les aventures d'un groupe de punk rock féminin Las Siux se produisant régulièrement à l'El Calentito, le club le plus populaire du Madrid des années 1980 de la movida.

## Fiche technique
- Réalisation : Chus Gutiérrez
- Scénario : Chus Gutiérrez et Juan Carlos Rubio
- Musique : Tao Gutiérrez
- Costumes : Estíbaliz Markiegi
- Photographie : Kiko de la Rica
- Montage : Nacho Ruiz Capillas
- Producteur : Tomás Cimadevilla
- Langue de tournage : espagnol

## Distribution
- Verónica Sánchez : Sara
- Macarena Gómez : Léo
- Ruth Díaz : Carmen
- Nuria González : Antonia
- Juan Sanz : Ernesto
- Antonio Dechent
- Aitor Merino
- Lluvia Rojo : Chus
- Mariano Peña
- Isabel Ordaz
- Mariví Bilbao
- Nilo Mur : Jorge
- Jordi Vilches : Ferdy
- Esther Ferre
- Marco Martínez
- Estíbaliz Gabilondo : Marta
- Alba Flores

## Chansons du film
1. Bailamos fatal — Las Siux
2. Cibeles — Las Siux
3. Branquias bajo el agua — Derribos Arias
4. Suck it to me — Almodóvar & Mc Namara
5. Quiero ser snata — Parálisis Permanente
6. Groenlandia — Zombies
7. Te brillan los ojos — Pistones
8. Mi chica se ha ido a Katmandú — Los Nikis
9. Tan lejos — Décima Víctima
10. Autosuficiencia — Parálisis Permanente
11. La chica de plexiglas — Aviador Dro
12. Soy una punk — Aerolíneas Federales
13. Give me — Las Siux
14. Una foto — Tao Gutiérrez
15. En el sótano — Tao Gutiérrez
16. Dominatrix — Las Siux
17. Exterior calle noche — Tao Gutiérrez
18. Vuelta al sótano — Tao Gutiérrez
19. Bailamos fatal (remix) — Las Siux

## Commentaires
Ce film est basé sur la propre expérience de Chus Gutiérrez.